# Фрідріх фон Берхтольд
Фрідріх фон Берхтольд (нім. Friedrich von Berchtold) — німецькомовний богемський ботанік австрійського походження.

## Біографія
Берхтольд народився у місті Страж-над-Нежарку (чеськ. Stráž nad Nežárkou, нім. Platz an der Naser) в Австрійській імперії. Він закінчив медичну школу в 1804 році, після чого займався медициною і присвятив значну частину часу ботаніці та природничій історії. Зрештою він відмовився від регулярної медичної практики й подорожував Європою, Близьким Сходом і Бразилією. Він був співавтором кількох дослідницьких робіт з братами-ботаніками Карелом Боривоєм Преслом і Яном Сватоплуком Преслом, включаючи важливу таксономічну роботу «O Přirozenosti Rostlin». Берхтольд брав участь у створенні Празького національного музею. На його честь був названий рід Berchtoldia C.Presl (син. Chaetium Nees).
У 1805 році він і Фердинанд фон Герамб зібрали 65 000 гульденів на пожертви для жителів Карконошів, яким загрожував голод.

## Визначні праці
- Berchtold F., Presl J. S. O prirozenosti rostlin. — Prague : Krala Wiljma Endersa, 1820.
- Berchtold F., Presl J. S. O Prirozenosti Rostlin aneb rostlinář. — Prague : Jos Krause, 1820–1835.
- Berchtold F. Oekonomisch-technische Flora Böhmens. — 1836–1843. — Т. 1–6.